# Rio Correntes (vattendrag i Brasilien, lat -17,65, long -55,14)
Rio Correntes är ett vattendrag i Brasilien. Det ligger i den centrala delen av landet, 800 km väster om huvudstaden Brasília.
Omgivningen kring Rio Correntes är huvudsakligen savann. Området är mycket glesbefolkat, med 2 invånare per kvadratkilometer.